# ハイフライ・マルタ
ハイフライ・マルタ（Hi Fly Malta）はチャーター便を運行しているマルタの航空会社。マルタ国際空港を拠点としている。ポルトガルを拠点とするハイフライ航空の子会社。

## 歴史

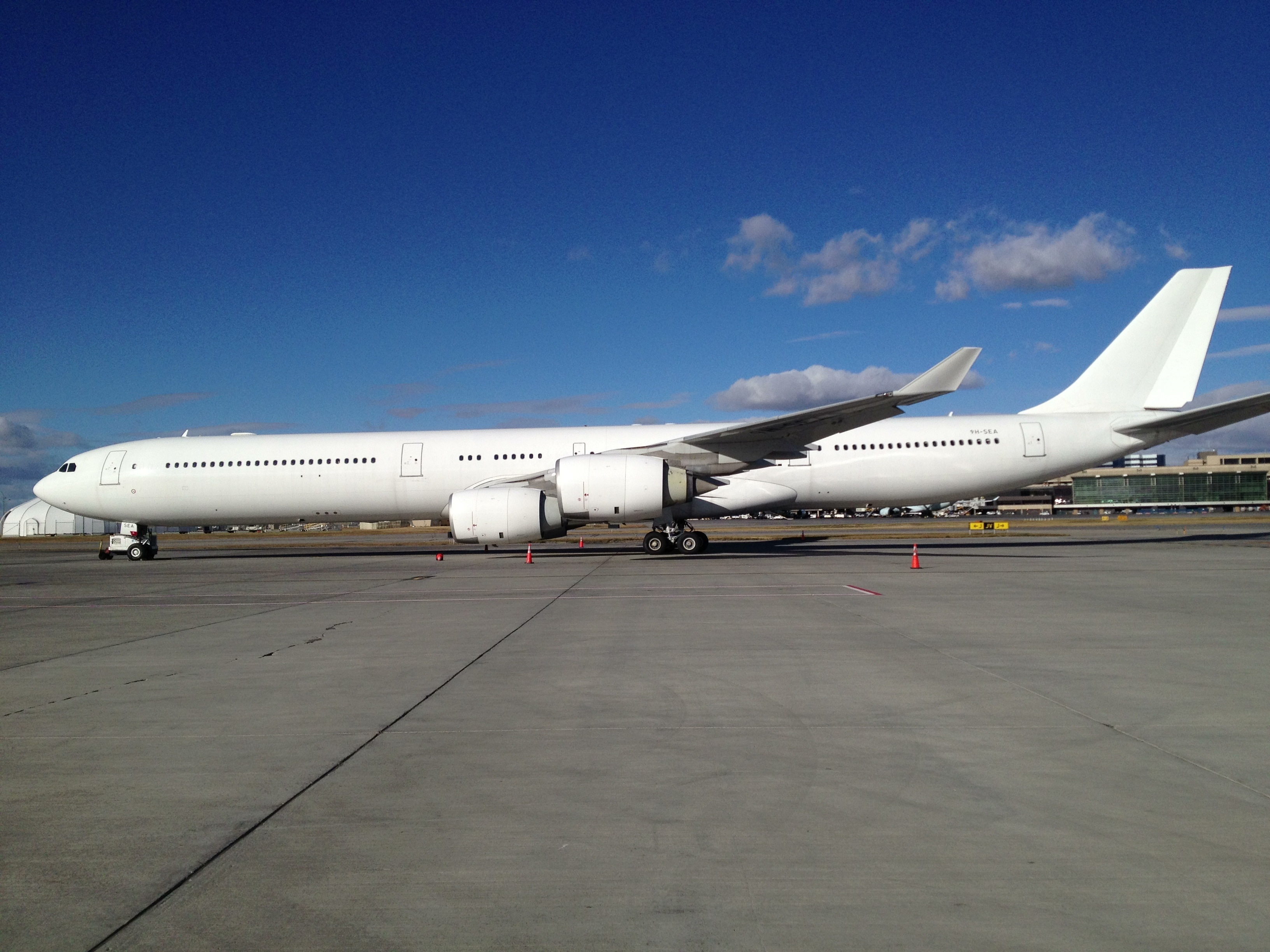
ハイフライ・マルタのエアバスA340-600

ハイフライ・マルタは2013年初期にヴァージン・アトランティック航空から購入した中古の1機のエアバスA340-600で運行を開始した。北アメリカへの定期運行を計画していたが、2015年には保有している全機を運航停止、同年5月には、それまで保有していた機体を数機をマーハーン航空に売却した。しかし、その後同年9月に親会社のハイフライ航空から一機のエアバスA340-300を再登録してもらい、翌年の初旬には2機目に同じ機種をスリランカ航空から中古のものを導入した。そして2017年にはエミレーツ航空からも数機同じ機種を導入している。
また、中古のエアバスA380を購入する最初の会社でも有る。

## 就航路線
親会社と同じようにハイフライ・マルタはチャーター便運行と旅行会社や他航空会社へのリースを行っている。特に乗客の多い長距離便の運行を行っている。

## 機材
全機が中古機で構成されており、平均機齢が高くなっている。また、同じ機種でも客席仕様が統一されていないのも特徴。
| 機材              | 保有数 | 発注数 | 座席数 | 座席数 | 座席数 | 座席数 | 運航形態                                                       | 備考                           | 備考                                                                       |
| 機材              | 保有数 | 発注数 | F      | C      | Y      | 計     | 運航形態                                                       | 備考                           | 備考                                                                       |
| ----------------- | ------ | ------ | ------ | ------ | ------ | ------ | -------------------------------------------------------------- | ------------------------------ | -------------------------------------------------------------------------- |
| エアバスA330-200  | 1      | -      | -      | -      | 361    | 361    |                                                                | 2021年以降、導入を進めている。 | 元ロイヤルヨルダン航空、ノースウインド航空。                               |
| エアバスA330-200  | 1      | -      | -      | -      | 345    | 345    |                                                                | 2021年以降、導入を進めている。 | 元TAMの機体。                                                              |
| エアバスA330-200  | 1      | -      | -      | 31     | 267    | 298    |                                                                | 2021年以降、導入を進めている。 | 2011年からハイフライが様々な会社にリースしていた機体。                     |
| エアバスA330-200  | 2      | -      | -      | 18     | 251    | 269    | エジプト航空にリース。                                         | 2021年以降、導入を進めている。 | 元キングフィッシャー航空、ターキッシュエアラインズ。                       |
| エアバスA330-200  | 1      | -      | -      | 24     | 275    | 299    |                                                                | 2021年以降、導入を進めている。 | 元エアヨーロッパ。                                                         |
| エアバスA330-200  | 1      | -      | -      | 37     | 219    | 256    |                                                                | 2021年以降、導入を進めている。 | 元アリタリア、ITAエアウェイズ。                                            |
| エアバス A330-300 | 1      | -      | -      | 46     | 203    | 249    |                                                                | 2023年導入                     | 元南アフリカ航空の機体。                                                   |
| エアバス A330-300 | 1      | -      | -      | 36     | 277    | 313    |                                                                | 2023年導入                     | 元チャイナエアラインの機体。                                               |
| エアバス A340-300 | 2      | -      | 12     | 42     | 213    | 267    |                                                                |                                | シンガポール航空、エミレーツ航空、親会社のハイフライで運用されていた機体。 |
| エアバス A340-300 | 1      | -      | -      | 24     | 267    | 291    |                                                                |                                | 元スリランカ航空の機体。                                                   |
| エアバス A340-300 | 1      | -      | -      | 36     | 218    | 254    |                                                                |                                | 元イベリア航空の機体。                                                     |
| エアバス A380-800 | 1      | -      | 12     | 60     | 399    | 471    | グローバルエアラインズへリースしており、運航業務も担っている。 |                                | 元シンガポール航空の機体。                                                 |
| エアバス A380-800 | 1      | -      | 8      | 70     | 428    | 505    | グローバルエアラインズへリースしており、運航業務も担っている。 |                                | 元中国南方航空の機体。                                                     |
| 合計              | 8      | -      |        |        |        |        |                                                                |                                |                                                                            |